# 千葉県商工会議所連合会
一般社団法人千葉県商工会議所連合会（いっぱんしゃだんほうじんちばけんしょうこうかいぎしょれんごうかい)

## 概要
千葉県にある商工業会の公正な意見を結集し、その実現のため、各地の商工会議所・各種の経済団体との緊密な連携を促進して総合的に商工業の改善発達を図ることなどを目的とした団体である。

## 沿革
- 1950年（昭和25年） - 任意団体として創立
- 1960年（昭和35年）5月20日 - 民法旧34条に基づき社団法人団体となる

## 住所
- 千葉県千葉市中央区中央2-5-1　千葉中央ツインビル2号館13F

## 主な業務
- 商工会議所連合会としての意見を公表すると共に関係官庁などに対し具申し、その実現を図る。
- 必要な調査研究を行い統計を作成し資料を収集し、これらを公刊すると共に情報を提供・斡旋することなど。

## 歴代会長
- 1代目　大久保太三郎
- 2代目　岩城長保
- 3代目　緒方太郎

## 加盟団体
- 千葉商工会議所
- 市川商工会議所
- 浦安商工会議所
- 船橋商工会議所
- 習志野商工会議所
- 野田商工会議所
- 松戸商工会議所
- 柏商工会議所
- 八千代商工会議所
- 佐倉商工会議所
- 成田商工会議所
- 佐原商工会議所
- 銚子商工会議所
- 八街商工会議所
- 東金商工会議所
- 茂原商工会議所
- 市原商工会議所
- 木更津商工会議所
- 君津商工会議所
- 館山商工会議所